# Wilk (film 2004)
Wilk (hiszp. El Lobo) – hiszpański thriller z 2004 roku w reżyserii Miguela Courtoisa. Film wyprodukowany został przez Castelao Producciones i Mundo Ficción. Premiera miała miejsce 5 listopada 2004 roku w Hiszpanii.

## Opis fabuły
Txema (Eduardo Noriega), robotnik budowlany, zostaje zatrzymany przez policję pod zarzutem związków z grupą przestępczą. Pracownicy hiszpańskich służb specjalnych widzą w nim idealnego kandydata do infiltracji terrorystycznego ugrupowania ETA. Początkowo Txema nie wyraża ochoty na współpracę, ale wkrótce sytuacja materialna zmusza go do zmiany decyzji.

## Produkcja
Zdjęcia do filmu kręcono w Madrycie, Alcalá de Henares, Barcelonie oraz w Bilbao.

## Obsada
Źródło: Filmweb
- Eduardo Noriega jako Txema
- Jorge Sanz jako Asier
- Mélanie Doutey jako Amaia
- José Coronado jako Ricardo
- Patrick Bruel jako Nelson
- Elena Munoz jako Gitana
- José Luis García Pérez jako Mejía
- Fernando Cayo jako Txino
- Santiago Ramos jako Pantxo
- Cristina Perales jako Soto

i inni.

## Nagrody i nominacje
Źródło: Filmweb
| Rok  | Miejsce      | Nagroda | Kategoria                        | Odbiorcy i nominowani                      | Wynik     |
| ---- | ------------ | ------- | -------------------------------- | ------------------------------------------ | --------- |
| 2005 | Nagrody Goya | Goya    | Najlepsze efekty specjalne       | Reyes Abades, Jesús Pascual, Ramón Lorenzo | Wygrana   |
| 2005 | Nagrody Goya | Goya    | Najlepszy montaż                 | Guillermo S. Maldonado                     | Wygrana   |
| 2005 | Nagrody Goya | Goya    | Najlepszy aktor                  | Eduardo Noriega                            | Nominacja |
| 2005 | Nagrody Goya | Goya    | Najlepsza aktorka drugoplanowa   | Silvia Abascal                             | Nominacja |
| 2005 | Nagrody Goya | Goya    | Najlepsze kierownictwo produkcji | Cristina Zumárraga, Miguel Torrente        | Nominacja |